# Karl Leopold von Bährnfeld
Karl Leopold Reichsgraf von Bährnfeld, geboren als Carl Leopold Nüßler vom 19. September 1719 bis 12. Juni 1721 Carl Leopold Graf von Ballenstedt, (* 1. Juli 1717 in Plötzkau; † 3. Oktober 1769 in Kassel) war ein hessischer Regimentsinhaber und Generalleutnant.

## Familie und Streitigkeiten um den Titel
Karl Leopold wurde 1717 als Sohn aus der 1715 heimlich in Bernburg geschlossenen morganatischen Ehe des verwitweten Fürsten Karl Friedrich von Anhalt-Bernburg mit seiner Kammerjungfer Wilhelmine Charlotte Nüßler in Plötzkau geboren.
Seinem älteren, unehelich geborenen, aber durch die Heirat legitimierten, Bruder Friedrich von Bährnfeld (1712–1758) wurde in Gutachten der Universitäten in Halle und Helmstedt über die unebenbürtige Eheschließung auch die Landessukzession im Falle des Fehlens von Prinzen in Aussicht gestellt, was einige Proteste des askanischen Fürstenhauses zur Folge hatte. Am 19. Dezember 1719 wurde die Mutter Wilhelmine und deren mit Karl Friedrich gezeugten Kinder nach diplomatischen Verwicklungen vom Kaiser zur Gräfin bzw. Grafen von Ballenstedt erhoben, aber 1722 verbot der Reichshofrat ihr und den beiden Söhnen das Führen des Grafen- oder gar des Prinzentitels. Jedoch wurden die Söhne am 12. Juni 1723 in den Stand von Reichsgrafen von Bährnfeld ernannt, mit einem eigenen Wappen.
Gemeinsam mit ihrem Halbbruder Fürst Viktor II. Friedrich erreichten die Brüder 1742, dass Kaiser Karl VII. aus dem Haus Wittelsbach sie zu Fürsten von Bernburg erhob und daraus 1743 der Titel Fürsten zu Anhalt-Bernburg wurde. Gegen diesen Entscheid protestierte Fürst Viktor I. Amadeus Adolf von Anhalt-Bernburg-Schaumburg-Hoym. Damit hatte er Erfolg nach der Wahl Kaiser Franz I. 1745. Im Jahr 1748 bestätigte dieser den Beschluss des Reichshofrates, den 1742/43 verliehenen Titel  als erschlichenes Prädikat zu löschen. Den Grafen von Bährnfeld wurde untersagt, sich Prinzen von Bernburg oder Prinzen von Anhalt-Bernburg zu nennen. Es blieb ihnen aber gestattet, sich Prinzen von Bährenfeld zu nennen.

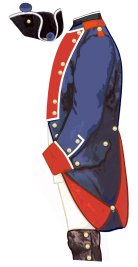
Infanterieregiment Prinz von Anhalt, 1757.

Von ihrem Vater waren Karl Leopold und sein Bruder mit einer Apanage von jährlich 5000 Talern, zahlbar seitens ihres älteren Halbbruders Viktor II. Friedrich von Anhalt-Bernburg, bedacht worden. Karl Leopold, wie auch sein älterer Bruder, Friedrich von Bährnfeld starben unverheiratet.

## Militärische Laufbahn
Prinz Karl Leopold begann in hessischen Diensten als Kapitän im Infanterie-Regiment Nr. 10, avancierte 1745 zum Oberst und Chef des von ihm neu aufgestellten Regiments Nr. 11 (Rgt. Prinz Anhalt) und wurde 1751 Generalmajor. 1757 wurde er Kommandeur der vierten Infanteriebrigade, die drei Regimenter umfasste. 1758 wurde er zum Generalleutnant befördert. Er war an zahlreichen Schlachten des Siebenjährigen Krieges beteiligt, wie unter anderem in der Schlacht bei Minden, als Führer des rechten Flügels der Alliierten, sowie in der Schlacht bei Wilhelmsthal. Als Nachfolger des Generalleutnants Heinrich Wilhelm von Wutginau (1698–1776) wurde Karl Leopold 1762 kommandierender General des hessischen Kontingents in der Armee der Alliierten. Ende 1762 war er einer der alliierten Heerführer bei der Unterzeichnung des britisch-französischen Waffenstillstands. Er war Ritter des St.-Huberti-Ordens und erhielt 1768 den Orden Pour la vertu militaire.